# 그림 (범주론)
수학의 한 분야인 범주론에서 그림(diagram)은 집합론의 첨자족과 유사한 개념이다. 가장 큰 차이는 범주론에서는 대상들 사이의 사상까지 함께 다룬다는 점이다.  그림은 극한과 차극한 및 뿔 등의 개념을 정의하기 위해 사용된다.

## 정의
형식적인 정의는 다음과 같다. J와 C가 범주일 때, C의 J형 그림이란 펑터 D : J → C를 말한다. 여기에서 J를 그림 D의 첨자 범주(index category)라 한다. 여기에서 J가 구체적으로 어떤 종류의 대상과 사상들을 포함하고 있는지는 상관이 없으며, 그들이 서로 어떻게 연관되어 있는지가 중요하다. 논리적으로는 '그림'과 '펑터' 사이 및 '첨자 범주'과 '범주' 사이에 아무런 차이가 없으나, 이와 같이 용어를 바꿈으로서 (집합론의 경우와 마찬가지로) 새로운 시각을 얻을 수 있다.

## 같이 보기
- 가환그림